# جوديث ماسون
جوديث ماسون (بالإنجليزية: Judith Mason)‏ هي رسامة وفنانة جنوب أفريقية، ولدت في 10 أكتوبر 1938 في بريتوريا في جنوب أفريقيا، وتوفيت في 29 ديسمبر 2016 في جنوب أفريقيا.